# Handelsbanken

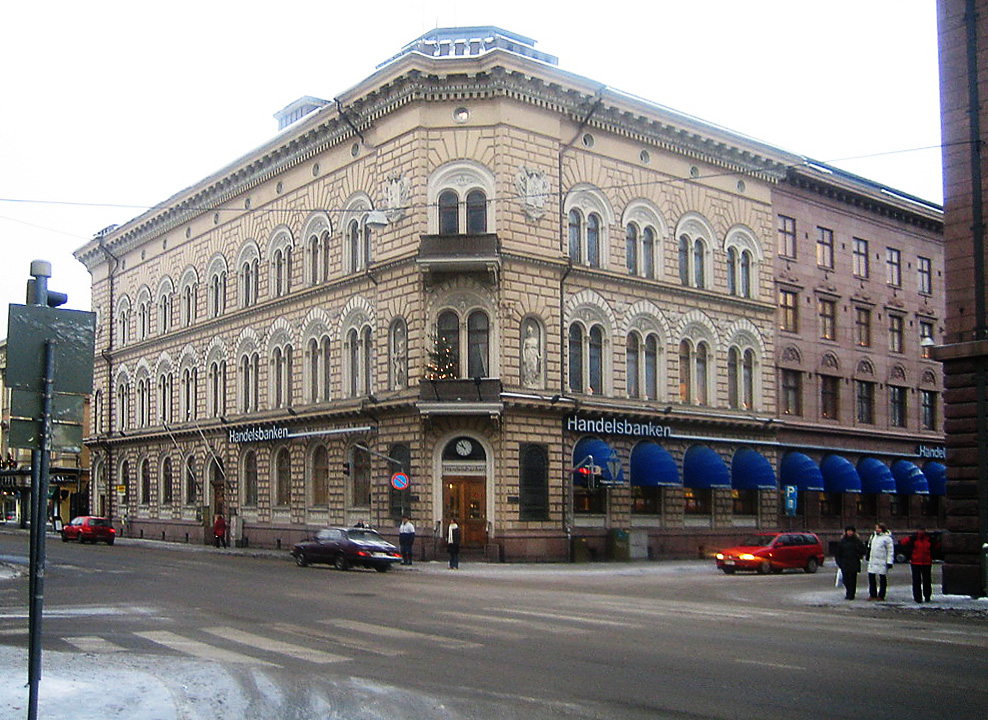
The Market Square, une agence de Handelsbanken à Turku en Finlande

Svenska Handelsbanken  est l'une des plus importantes banques des pays nordiques. La banque à aujourd'hui environ 10 000 employés, 452 agences en Suède, 54 au Danemark, 44 en Finlande, 34 en Norvège et 60 au Royaume-Uni.

## Histoire

### Stockholms Handelsbank
Fondé en 1871, Stockholms Handelsbank a rapidement une forte présence sur le marché bancaire de la capitale. En 1905, la banque a 50 employés dans 6 agences différentes. Puis commence une période de structuration avec nombreuses fusion-acquisitions. En 1914, la banque acquiert Bankaktiebolaget Norra Sverige, qui lui permet d'être présent dans la région du Norrland. En 1917, Handelsbanken acquiert Norrlandsbanken et ses 79 agences qui renforcent sa position dans le nord de la Suède. Puis en 1919, la banque acquiert Bankaktiebolaget Södra Sverige et ses 67 agences, qui elle est centrée sur le sud de la Suède. Après cette acquisition le groupe change son nom pour Svenska Handelsbanken.

### Svenska Handelsbanken
Pendant l'entre-deux-guerres, Handelsbank acquiert une nouvelle banque, la Mälarebanken, alors même qu'une dépression économique fait rage avec la crise de 1929. La banque résiste et ne réduit que faiblement son nombre d'agences pendant cette période. Avant la Seconde Guerre mondiale, la banque a 2 000 employés. Elle est partie prenante dans le rachat des actifs de l'empire Kreuger en 1932.
Puis la banque acquiert Vänersborgsbanken et Norrköpings Folkbank dans les années 1940, Luleå Folkbank et Gotlandsbanken dans les années 1950. Et après une série d'acquisitions de petites banques locales. Handelsbanken acquiert Skånska Banken dans les années 1990.
Dans les années 1990, l'internationalisation de la banque commence, en Norvège avec l'achat de Oslo Handelsbanken et de Stavanger Bank en 1990, 1991 et de Bergensbanken en 1999.
En Finlande, elle acquiert Skopbank en 1995 et devient la quatrième banque de Finlande.
Enfin au Danemark, après une expansion organique à partir de 1996, Handelsbanken acquiert Midtbank, une banque ayant une forte présence dans le Jutland, et devient la 5e banque du Danemark.

## Actionnaires
Liste des principaux actionnaires au 31 octobre 2019.
| Industrivärden                            | 20,9% |
| Oktogonen Stiftelsen                      | 10,4% |
| SunAmerica Asset Management               | 3,87% |
| L E Lundbergföretagen                     | 3,64% |
| Swedbank Robur Fonder                     | 3,53% |
| Baillie Gifford & Co.                     | 3,12% |
| AFA Sjukförsäkringsaktiebolag (Invt Mgmt) | 2,83% |
| Alecta Pension Insurance Mutual           | 2,62% |
| The Vanguard Group                        | 2,07% |
| Franklin Mutual Advisers                  | 2,05% |

### Sources
- (en) Cet article est partiellement ou en totalité issu de l’article de Wikipédia en anglais intitulé « Handelsbanken » (voir la liste des auteurs).